# Coenosia atra
Coenosia atra är en tvåvingeart som beskrevs av Johann Wilhelm Meigen 1830. Coenosia atra ingår i släktet Coenosia och familjen husflugor. Arten är reproducerande i Sverige. Inga underarter finns listade i Catalogue of Life.